# The Wall Street Journal
The Wall Street Journal (WSJ) je americký mezinárodní deník publikovaný firmou Dow Jones & Company v New Yorku.
Vychází v angličtině a kromě americké má také evropskou a asijskou verzi. Má denní náklad větší než 2 miliony kusů, spolu s více než 900 000 odběrateli platícími online. WSJ byl deníkem s největším nákladem v celých Spojených státech až do listopadu 2003, kdy byl překonán novinami USA Today. Jeho hlavním rivalem mezi finančními deníky je londýnský Financial Times, který také publikuje své mezinárodní verze.
WSJ hlavně zahrnuje zprávy z oblasti amerického a mezinárodního podnikání a financí – název novin pochází z Wall Street, ulice z New York City, která je srdcem finanční čtvrti. Je nepřetržitě tisknut od 8. července 1889, kdy byl založen Charlesem Dowem, Edwardem Jonesem a Charlesem Bergstresserem. Deník vyhrál 33 Pulitzerových cen.

## Historie

### Začátky
Dow Jones & Company, nakladatel Journalu, byl založen roku 1882 reportéry Charlesem Dowem, Edwardem Jonesem a Charlesem Bergstresserem. Jones přejmenoval malý Customers' Afternoon Letter na The Wall Street Journal, poprvé publikovaný roku 1889, a začal ho dodávat přes telegraf.
Novinář Clarence Barron koupil v roce 1902 kontrolu nad společností za 130 000 amerických dolarů; náklad byl poté 7 000 kusů, a do konce dvacátých let 20. století stoupl na 50 000 kusů. Barron zemřel v roce 1928, rok před krachem na newyorské burze, který spustil Velkou hospodářskou krizi ve Spojených státech. Barronovy následovníci, rodina Bancroft, ovládali společnost až do roku 2007.
Journal získal jeho moderní podobu a důležitost ve čtyřicátých letech 20. století, čase průmyslového rozvoje Spojených států a finančních institucí v New Yorku. V roce 1941 byl jmenován vedoucím editorem zpravodaje Bernard Kilgore a v roce 1945 společnost CEO, která nakonec 25 let stála v čele Journalu. Kilgore byl tvůrcem ikonového vzhledu hlavní strany plátku a také strategie národní distribuce, která zvýšila náklad z 33 000 kusů v roce 1941 na 1,1 milionu kusů v roce 1967, kdy Kilgore umřel.